# 児島文
児島 文（こじま ふみ、1916年12月17日 - 1996年6月7日）は、日本の陸上競技選手、陸上競技指導者。旧名・フミ。

## 経歴
鹿児島県肝属郡高山町（現肝付町）出身。中京高等女学校家事体操専攻科（現・至学館大学）卒。鳥栖高等女学校（現佐賀県立香楠中学校・鳥栖高等学校）教員、鹿児島第一高等女学校（現鹿児島県立鶴丸高等学校）教員を務めた。1934年（昭和9年）6月、砲丸投で10ｍ84cmの女子日本新記録を出し、以後、円盤投、砲丸投の選手として活躍。1936年ベルリンオリンピックで女子円盤投に出場した。1951年アジア競技大会で、 円盤投と砲丸投で銀メダルを獲得した。
その後、九州で陸上競技の指導を行い、南日本新聞スポーツ担当記者、愛知県立女子短期大学教授、鹿児島経済大学（現鹿児島国際大学）教授、鹿児島陸上競技協会理事長などを務めた。